# Сафарзаде, Ильяс Оглан оглы
Ильяс Оглан оглы Сафарзаде (азерб. Səfərzadə İlyas Oğlan oğlu; 20 января 1996, Ленкорань, Азербайджан) — азербайджанский футболист, амплуа — защитник клуба «Файзканд».

## Клубная карьера
Ильяс Сафарзаде является воспитанником футбольного клуба «Хазар-Ленкорань», в младших возрастных группах которого начинал свои выступления в детском возрасте. Далее 2 года выступал в составе дублеров. С 2014 года играет за основной состав «южан». В июне 2015 года «Хазар-Ленкорань» продлил контракт с Ильясом ещё на три года.

### Чемпионат
Статистика выступлений в чемпионате Азербайджана по сезонам:
| № | Сезон       | Клуб              | Игр | Голов | Игр в запасе |
| - | ----------- | ----------------- | --- | ----- | ------------ |
| 1 | 2014 / 2015 | «Хазар-Ленкорань» | 12  | 0     | 2            |
| 2 | 2015 / 2016 | «Хазар-Ленкорань» | 3   | 0     | 0            |

### Кубок
В Кубке Азербайджана провел нижеследующие игры:
| № | Сезон     | Клуб              | Игр | Голов | Игр в запасе |
| - | --------- | ----------------- | --- | ----- | ------------ |
| 1 | 2014/2015 | «Хазар-Ленкорань» | 2   | 0     | 0            |

## Сборные Азербайджана

### U-19
Дебютным матчем в составе юношеской сборной Азербайджана до 19 лет стала игра против сборной Венгрии 10 ноября 2014 года, прошедшая в городе Дунауйварош, в отборочном матче Чемпионата Европы среди футболистов до 19 лет. Провёл на поле все 90 минут матча.

### U-21
Первую игру в составе Олимпийской сборной Азербайджана провел 17 июня 2015 года, в квалификационном матче Чемпионата Европы против сборной Фарерских островов в городе Тофтир, завершившимся победой гостей со счетом 1:0.